# Tanulmányi Intézetek Katolikus Nevelésügyi Kongregációja
A Tanulmányi Intézetek Katolikus Nevelésügyi Kongregációja (latinul: Congregatio de Institutione Catholica [de Studiorum Institutis]), korábbi nevén: Szemináriumok és Tanulmányi Intézetek Kongregációja (Katolikus Nevelés Kongregációja) a Római Kúria egyik hivatala (dikasztériuma), amely elsősorban a katolikus egyházi oktatás felügyeletét látja el.

## Története és feladatköre
A Tanulmányi Intézetek Katolikus Nevelésügyi Kongregációjának előzményeként V. Szixtusz pápa megalapította Római Tanulmányok Kongregációt. Célja az volt, hogy a római, illetve a nagyobb európai egyetemeken felügyelje az oktatás kérdéseit. XII. Leó pápa 1824. augusztus 28-án feladatkörét kibővítette, és a Pápai állam iskolái részére létrehozta a Tanulmányi kongregációt, amelynek hatáskörébe 1870-től tartoznak a katolikus egyetemek is.
A jelenlegi kongregációt XV. Benedek pápa 1915. november 4-én hozta létre, Szemináriumok és Egyetemi Tanulmányok Kongregációjának nevezve át, s a szemináriumi oktatást is felügyelete alá helyezte az egész világon.
VI. Pál pápa 1967. augusztus 15-én Szemináriumok és Egyetemi Tanulmányok Kongregációjának nevezte át, s külön részleget hozott benne létre a katolikus iskolák részére.
II. János Pál pápa Pastor Bonus apostoli rendelkezésével Szemináriumok és Tanulmányi Intézetek Kongregációja (Katolikus Nevelés Kongregációja) névre nevezte át, s feladatkörébe helyezte az összes szeminárium, katolikus egyetem és főiskola, valamint valamennyi egyházi iskola felügyeletét.
XVI. Benedek pápa Ministrorum institutio kezdetű motu propriójával nevét Tanulmányi Intézetek Katolikus Nevelésügyi Kongregációjára módosította, valamint a papképzést a Klérus Kongregációjára bízta, a katekézist pedig a Fides per doctrinam motu propriójával Új Evangelizáció Pápai Tanácsa hatáskörébe helyezte át.
Tanulmányi Intézetek Katolikus Nevelésügyi Kongregáció új feladatköre a filozófiai és teológiai egyetemi tanulmányokra terjed ki.

## Vezetése
| Fénykép | Név, beosztás                       | Országa     | Kinevezés dátuma  |
| ------- | ----------------------------------- | ----------- | ----------------- |
|         | Giuseppe Versaldi bíboros prefektus | Olaszország | 2015. március 31. |
|         | Angelo Vincenzo Zani érsek titkár   | Olaszország | 2012. november 9. |

## Korábbi prefektusai
- Gaetano Bisleti (1915 - 1937)
- Giuseppe Pizzardo (1939 - 1968)
- Gabriel-Marie Garrone (1966 - 1980)
- William Wakefield Baum (1980 - 1990)
- Pio Laghi (1990 - 1999)
- Zenon Grocholewski (1999 - 2015)